# Сибирский государственный университет физической культуры и спорта
Сибирский государственный университет физической культуры и спорта (СибГУФК) — спортивное высшее учебное заведение в Сибири, в городе Омске.

## История
Университет был основан в 1950 году как Омский государственный институт физической культуры.
В 1994 году переименован в Сибирскую государственную академию физической культуры (СибГАФК).
В 2003 году академия получила статус университета.

## Факультеты
- Факультет физической культуры
- Факультет спорта
- Научно-педагогический факультет
- Факультет заочного и дистанционного обучения

## Филиалы
Университет располагал тремя филиалами, прекратившими своё существование в разное время: в Кемерове (до 2009 года), в Надыме (Ямало-Ненецкий автономный округ, до 2011 года) и Березовском (Свердловская область, до 2011 года).